# Carvalho (Ames)
Carvalho (AGAL), ou Carballo (RAG), é um lugar da paróquia de Trasmonte no concelho corunhês de Ames na comarca de Santiago. Segundo o Instituto Nacional de Estatística em 2009 tinha 56 habitantes (26 homens e 30 mulheres).

## Toponímia
O lugar documenta na Idade Média como Susavila ou Susavila do Monte. Na Idade Moderna passou a chamar-se Susavila de Carvalho ou do Carvalho, e no século XIX começa a documentar-se simplesmente com o topónimo "Carvalho". A tradição oral diz que se deve a que o proprietário do Mesom da Esperança, uma casa de comidas situada no lugar, era originário de Carvalho.

## Património
O lugar situa no Caminho de Fisterra. Durante um tempo esteve neste lugar a casa consistorial da câmara municipal de Ames.